# Al-Qurayya
Al-Qurayya (tiếng Ả Rập: القريا; cũng đánh vần al-Qrayya hoặc Kureiyeh) là một thị trấn ở miền nam Syria, một phần hành chính của Tỉnh al-Suwayda, nằm ở phía nam al-Suwayda. Các địa phương lân cận bao gồm Bosra ở phía tây nam, Hout ở phía nam, Salkhad ở phía đông nam, al-Kafr, Hibran và Sahwat al-Khudr ở phía đông bắc, Sahwat Bilata và Rasas ở phía bắc và 'Ara và al-Mujaymer ở phía tây bắc. Theo Cục Thống kê Trung ương Syria (CBS), al-Qurayya có dân số 6.789 người trong cuộc điều tra dân số năm 2004. Thị trấn cũng là trung tâm hành chính của al-Qurayya nahiyah, bao gồm bốn thị trấn với dân số kết hợp là 9.892 người.

## Lịch sử
Học giả phương Tây Josias Leslie Porter đã xác định al-Qurayya với "Kerioth" trong Kinh Thánh được đề cập bởi Jeremiah là một trong những thành phố ở đồng bằng Moab. Tiên tri Amos đã viết rằng ông sẽ "nuốt chửng các cung điện của Kerioth". Thành phố này sau đó được nhắc đến vào thế kỷ thứ 4 với tên gọi "Koreath", một ngôi làng thuộc Bosra thuộc tỉnh La Mã Petraea. Tuy nhiên, "Koreath" này cũng đã được xác định với cung điện Ein Qarata gần đó ở phía nam đồng bằng Lejat. Trên các đường phố và ngõ hẻm khắp làng là phần còn lại của một số cột. Một dòng chữ Hy Lạp đã được tìm thấy trên một trong những viên đá và có từ năm 296 CE.

### Thời đại Ottoman
Năm 1596 al-Qurayya xuất hiện trong sổ đăng ký thuế của Ottoman là một phần của nahiya của Bani Nasiyya ở Qada của Hauran. Nó có một dân số hoàn toàn Hồi giáo bao gồm 65 hộ gia đình và 36 cử nhân. Thuế đã được trả cho lúa mì, lúa mạch, cây mùa hè, trái cây hoặc các cây khác.
Năm 1810, al-Qurayya có một vài gia đình Druze và là làng trưởng ở các khu vực phía nam và tây nam của 'Ara ở Jabal al-Arab. Giữa những năm 1830 và 1840, gia tộc al-Atrash nổi tiếng đã chọn ngôi làng làm nơi cư ngụ chính của họ. Nó được trao cho họ bởi những người cai trị Druze ban đầu của làng, bộ tộc al-Hamdan. Nó vẫn là đối tượng của những người du mục Bedouin tại thời điểm đó. Vào tháng 4 năm 1838, trong khi các chiến binh Druze trẻ từ al-Qurayya đang đối đầu với quân đội Ibrahim Pasha của Ai Cập, ngôi làng đã bị cướp phá và một số cư dân của nó đã bị giết trong cuộc đột kích của Sheikh Ibn Sumayr và bộ lạc 'Anza Bedouin của ông. Các cuộc tấn công lớn khác chống lại al-Qurayya xảy ra vào năm 1842 và 1846.
Chỉ trong những năm 1850, sự ổn định tương đối mới bén rễ. Năm 1852, al-Qurayya, lúc đó là Ismail al-Atrash, trở thành trụ sở của cuộc kháng chiến Druze chống lại một sắc lệnh bắt buộc của Ottoman. Theo Porter, người đã đến thăm al-Qurayya vào năm 1853, ngôi làng đã bị thu hẹp từ một trong những thị trấn lớn của đồng bằng Hauran đến một ngôi làng nhỏ. Nhiều ngôi nhà của nó được xây dựng từ các vật liệu cổ xưa. Người đứng đầu của nó trong những năm 1850 là Sami Faruq Pasha al-Atrash, người Druze sheikh mạnh nhất ở Hauran. Năm 1856-57 al-Qurayya đóng vai trò là căn cứ cho Druze trong cuộc tấn công của họ chống lại các ngôi làng Hồi giáo Hauran.

### Kỷ nguyên hiện đại
Chính quyền Pháp ủy đã ném bom al-Qurayya và phá hủy ngôi nhà của vị vua Hồi giáo của mình, ông Pasha al-Atrash trong một cuộc đụng độ năm 1921. Trong cuộc nổi dậy Syria vĩ đại năm 1925-27, được lãnh đạo bởi Quốc vương Pasha, al-Qurayya từng là nơi gặp gỡ chính của các giáo sĩ nổi loạn địa phương.

## Những người đáng chú ý
- Sultan al-Atrash
- Mansur al-Atrash